# محمد كريم (ممثل)
محمد كريم (2 يناير 1980 -)، ممثل ومذيع مصري.

## حياته
تعود أصول الفنان محمد كريم إلى منشية خضر ( قرية الشيخ جبيل ) التابعة لمدينة أبو حماد بمحافظة الشرقية، وينتمي إلى عائلة ( خضر ) العريقة والتي لها تاريخ سياسي ( مشاركة كبار العائلة بمجلس الامة ) وبطولي ( في مقاومة الاحتلال ).
ولد محمد كريم يوم 2 يناير 1988م في القاهرة لعائلة ينتمي أغلبها إلى مهنة الطب فتخرج من كلية الطب عين شمس تيمنا بوالد كريم أحمد سليمان خضر، ثم اكمل دراسة التمثيل في أمريكا لفت كريم أنظار المخرجين له بعد أن شارك في عدد من الأفلام المصرية،
شارك بالعديد من عروض الأزياء كموديل كما حصل على جائزة أفضل عارض ازياء لعام 1999.

## أعماله الفنية

### الأفلام
- امبراطورية مين
- دكان شحاته
- الريس عمر حرب
- قبلات مسروقة
- حين ميسرة
- التوربيني (فيلم)
- أسد وأربع قطط
- كرم الهوى
- يوم الكرامة
- اشتاتا اشتوت

### المسلسلات
- بنت افندينا
- احلامنا الحلوة
- فريسكا
- نجوم الظهر
- مسألة مبدأ
- حد السكين
- البنات
- شاطئ الخريف
- العطار والسبع بنات
- احلامنا المؤجلة

### البرامج التلفزيونية
بالإضافة إلى ذلك استضاف هو وحرر مجموعة متنوعة من البرامج التلفزيونية مثل :
- عرض للأزياء
- برنامج كراكيب: التي كانت حريصة على تنمية موهبة الأطفال والتخيل عندهم.
- وقت الصيف
- برنامج التعليم الطبي
- ذا فويس: أحلى صوت
- ذا فويس كيدز: أحلى صوت

## روابط خارجية
- محمد كريم على موقع IMDb (الإنجليزية)
- محمد كريم على موقع قاعدة بيانات الأفلام العربية
- محمد كريم على موقع قاعدة بيانات الفيلم (الإنجليزية)